# Candido Vitali

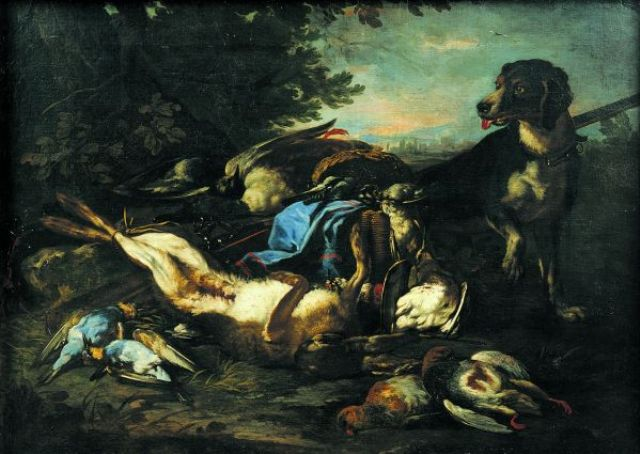
Trofei di caccia e cane

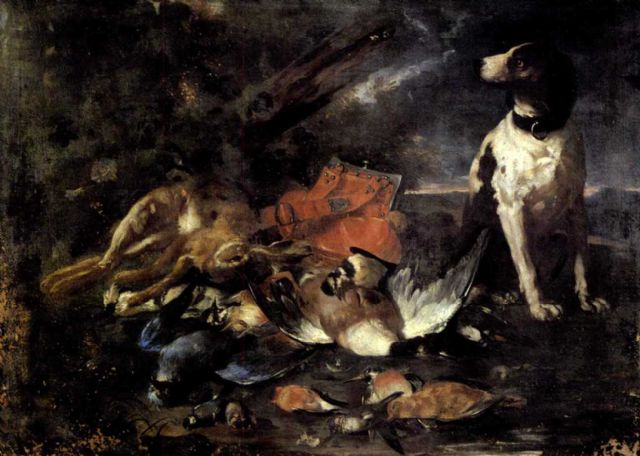
Trofei di caccia e cane

Candido Vitali (Bologna, 8 settembre 1680 – Bologna, 1753) è stato un pittore italiano attivo durante il tardo periodo barocco.

## Biografia
Nato a Bologna, studiò all'inizio della propria carriera presso Lorenzo Pasinelli, per poi trasferirsi a lavorare nell'officina di Carlo Cignani a Forlì. Una volta divenuto indipendente, tornò alla sua città natale e si specializzò in quadri di genere, soprattutto nature morte con animali, uccelli, fiori e frutti. Fu un artista molto apprezzato nella sua epoca; le sue figure di animali erano considerate fra le più belle tra i collezionisti, che comprarono con grande interesse le sue opere, tanto in Italia come nel resto di Europa.
Morì in età avanzata a Bologna, secondo Malvasia colpito di «male d'urina».